# Старе-Яблонки
Старе-Яблонки (пол. Stare Jabłonki) — село в Польше, входит в Варминьско-Мазурское воеводство, Острудский повят. В 1975—1998 годы село административно принадлежала Ольштынскому воеводству.
Население — 700 человек (2006).
Старе-Яблонки регулярно принимает международные соревнования по пляжному гандболу, летом 2019 года здесь прошёл чемпионат Европы.